# La Côte-Saint-André
La Côte-Saint-André is een gemeente in het Franse departement Isère (regio Auvergne-Rhône-Alpes). De plaats is gelegen halverwege tussen Lyon en Grenoble. La Côte-Saint-André telde op 1 januari 2022 4.793 inwoners. 
La Côte-Saint-André is gebouwd tegen de noordelijke helling van een heuvelrug die de vlakte van de Bièvre begrenst, en fungeert als een klein regionaal centrum.

## Geografie
De oppervlakte van La Côte-Saint-André bedroeg op 1 januari 2022 27,93 vierkante kilometer; de bevolkingsdichtheid was toen 171,6 inwoners per km².

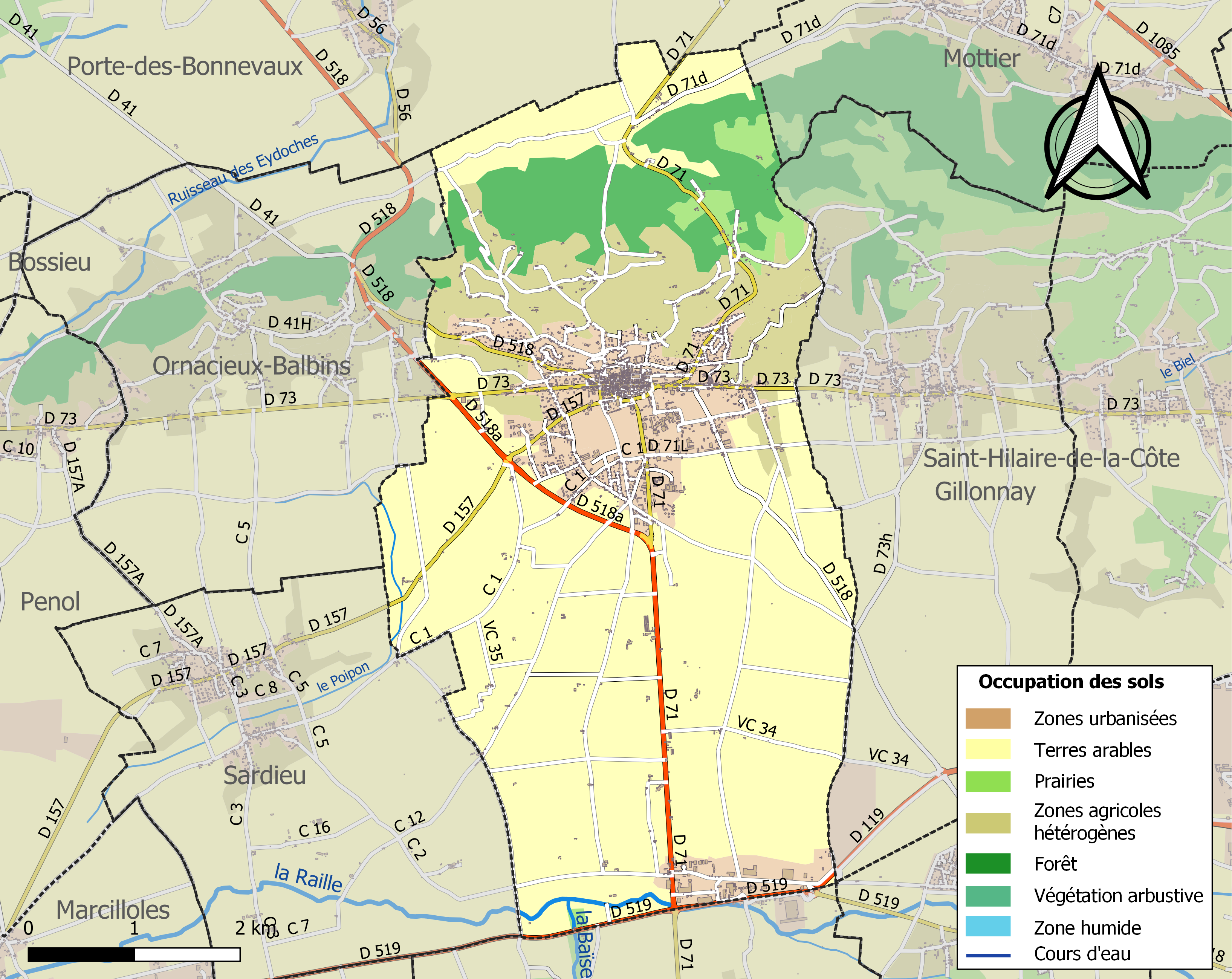
Kaart van de gemeente met de belangrijkste infrastructuur, bodemgebruik en omliggende gemeenten

## Bekende bewoners
La Côte-Saint-André is de geboorteplaats van Hector Berlioz (1803-1869), die er tot zijn achttiende woonde. In het geboortehuis van de componist op Rue de la République 69 is sinds 1935 het Musée Hector Berlioz gevestigd.
Een andere bekende bewoner van La Côte-Saint-André was de schilder Johan Barthold Jongkind (1819-1891), die er vanaf 1878 elke zomer verbleef. Hij ligt op de begraafplaats van La Côte-Saint-André begraven.

## Bezienswaardigheden
- Musée Hector Berlioz
- Musée des Liqueurs Cherry Rocher
- Museum Le Paradis du Chocolat
- Kerk Saint-André met delen uit de elfde eeuw
- Kasteel uit de tijd van Lodewijk XI (15e eeuw)
- Markthal, oorspronkelijk uit de dertiende eeuw

## Demografie
Onderstaande figuur toont het verloop van het inwonertal (bron: INSEE-tellingen).